# Cerosora argentea
Cerosora argentea là một loài thực vật có mạch trong họ Pteridaceae. Loài này được Hennequin & H.Schneid. miêu tả khoa học đầu tiên năm 2013.